# سرینیواسا رامانوجان
سرینیواسا رامانوجان (۲۲ دسامبر ۱۸۸۷ – ۲۶ آوریل ۱۹۲۰) عضو انجمن سلطنتی، یک ریاضی‌دان خودآموختهٔ اهل قوم تامیل هندوستان بود که تقریباً بدون هیچ آموزشی در ریاضیات محض توانست به گونهٔ شگفت‌انگیزی رابطه‌های مهمی را در آنالیز ریاضی، نظریه اعداد، سری‌ها و کسر مسلسل از خود به جای بگذارد. گادفری هارولد هاردی ریاضی‌دان انگلیسی دربارهٔ استعداد رامانوجان گفته‌است که او هم ردیف ریاضی‌دان‌هایی چون گاوس، اویلر، کوشی بود و باید او را یکی از ریاضی‌دانان بزرگ دانست.

## تولد و کودکی
رامانوجان در ارود، تامیل نادو در هند در یک خانوادهٔ فقیر برهمایی زاده شد. وی برای نخستین بار در دَه‌سالگی با ریاضی‌دان‌های معمولی آشنا شد و از خود استعداد و توانایی زیادی در این زمینه نشان داد. برای همین، یک کتاب پیشرفتهٔ مثلثات نوشتهٔ لونی به او دادند. او تا ۱۲ سالگی بر این کتاب مسلط شد و حتی چند قضیه (مانند تساوی اویلر) را نیز خود به‌تنهایی پیدا کرد. او در دوران مدرسه استعدادی شگفت‌انگیز و بی‌سابقه از خود نشان داد و تحسین دیگران را برانگیخت و جایزه‌های ریاضی بسیاری برنده شد. 

## تحصیلات
او تا ۱۷ سالگی به تنهایی شروع به تحقیق دربارهٔ اعداد برنولی و ثابت اویلر کرد. او برنده بورس تحصیلی کالج دولتی در کومباکونام شد ولی چون نتوانست در درس‌های غیر ریاضی خود موفق شود، به ناچار این امتیاز تحصیلی را از دست داد. او به کالج دیگری رفت تا بتواند تحقیق‌های انفرادی خود در ریاضی را ادامه دهد؛ هم‌زمان به عنوان کارمند حسابدار در Madras Port Trust Office شروع به کار کرد تا بتواند هزینه‌های زندگی خود را تأمین کند. در سال‌های ۱۹۱۲ تا ۱۹۱۳، او چند نمونه از تلاش‌های خود در ریاضی را برای سه نفر از استادان دانشگاه کمبریج فرستاد. هاردی متوجه استعداد ویژهٔ رامانوجان در ریاضی شد و او را به کمبریج دعوت کرد تا هم او را ببیند و هم با او کار کند. پس از آن رامانوجان به عضویت انجمن سلطنتی و کالج ترینیتی کمبریج در می‌آید. او در نهایت به دلیل ابتلا به بیماری سل در سال ۱۹۲۰ در ۳۲ سالگی از دنیا رفت.
او در طول عمر کوتاهش به تنهایی نزدیک به ۳۹۰۰ اتحاد جبری و معادله بیان کرد که تعداد بسیار کمی از آن‌ها اشتباه بود، بعضی از آن‌ها در جای دیگر توسط دیگران گفته شده بود ولی درستی بیشتر آن‌ها اثبات شد. بسیاری از نتایج رامانوجان که نخستین بار به‌وسیلهٔ خود او گفته شده بود، غیرمتعارف بودند مانند عدد اول رامانوجان و تابع تتای رامانوجان که این‌ها خود الهام‌بخش بسیاری از تحقیق‌های بعدی بودند. جامعهٔ ریاضی با سرعت کمی، رابطه‌های پیدا شده به‌وسیلهٔ رامانوجان را پذیرفت و بر فرضیه‌های او صحه گذاشت. مجلهٔ رامانوجن (Ramanujan Journal) که به صورت بین‌المللی انتشار می‌یابد، به توضیح تأثیر کارهای او در همهٔ بحث‌های ریاضی می‌پردازد.
لیتِلوود دربارهٔ او گفته‌است که: «هر یک از اعداد صحیح مثبت یکی از دوستان صمیمی اوست.» هاردی در خاطرات خود نوشته‌است: «روزی که برای عیادت او، که در پتنی بستری بود، سوار تاکسی شدم که شمارهٔ آن ۱۷۲۹ بود، وقتی او را دیدم گفتم که این عدد هیچ خاصیت جالبی ندارد. او بلافاصله گفت: نه، این‌طور نیست. این عدد کوچک‌ترین عددی است که می‌توان به دو شکل گوناگون به‌صورت مجموع دو مکعب کامل نوشت.»

## باورها
رامانوجان، به‌عنوان یک هندوی بسیار مذهبی، توانایی‌های ریاضی خود را ملهم از منبعی الهی دانسته و گفته‌بود که دانش ریاضی‌اش توسط الهه خانوادگی‌اش به او الهام می‌شود. او یک بار گفته‌بود «یک معادله برای من هیچ معنی ندارد، مگر آن که تفکر خدا را بیان کند».
درمورد مذهبش نوشته‌اند که اظهار می‌داشت که الهه ناماکال در خواب روش استدلال‌ها و دستورها را به او الهام می‌کرده‌است و وقتی صبح از خواب بیدار می‌شد شروع به نوشتن می‌کرده‌است. او از طایفه هندی متعصب بود ولی عارف و زاهد نبود و دین‌ها را یکی می‌دانسته و برای آنکه سبب رنجش دیگران نشود، از آیین خود پیروی می‌کرده‌است. او گیاه‌خوار بود و خود غذایش را آماده می‌کرد و هنگام تهیهٔ غذا پیجامه می‌پوشید.
فیلم «مردی که بی‌نهایت را می‌دانست» (۲۰۱۵) به کارگردانی مت براون راوی زندگی اوست.

## آثار
کارهای مهم او عبارتند از: عدد ثابت لاندو - رامانوجان، توابع شبه تتا، حدس رامانوجان، عدد اول رامانوجان، عدد ثابت رامانوجان - سولدنر، تابع تتای رامانوجان، مجموع رامانوجان، همانی‌های روجرز - رامانوجان، قضیه اصلی رامانوجان، سری‌های رامانوجان - ساتو.